# Астаф'єва Марія Миколаївна
Марія Миколаївна Астаф'єва (нар. 16 вересня 1954, с. Річка Косівського району Івано-Франківської області) — українська науковиця-математикиня, публіцистка та громадська діяка. Кандидатка фізико-математичних наук (1989), доцентка кафедри Ніжинського державного педагогічного університету.

## Біографія
Закінчила Івано-Франківський педагогічний інститут у 1974 році. Працювала вчителем математики у Львові, методистом районного відділу освіти, директором школи в Івано-Франківській області (1974–1983). З 1989 року працює в Ніжинському педагогічному університеті, де обіймала посади старшої викладачки, доцентки кафедри вищої математики, а в 1999–2001 роках проректорки з навчальної і методичної роботи. 
Досліджує історію та культуру Чернігівщини. Авторка публіцистичних статей, присвячених проблемам утвердження української мови та незалежності національної церкви.
Чоловік: Астаф'єв Олександр Григорович.

## Літературна творчість
Основні твори:
- Ніжинські гримаси. Памфлети. Чг., 1994 (співавтор);
- Українська людина: дорога до себе // РШ. 2000. № 8;
- Ніжинська еміграція. Портрети. Ніжин, 2001 (співавтор).

## Основні наукові праці
1. К вопросу обоснования метода усреднения для многочастотных колебательных систем с импульсным воздействием // УМЖ. 1989. Т. 41, № 8;
2. Усреднения многочастотных колебательных систем с импульсным воздействием // Докл. АН УССР. Серия А. 1989. № 8 (співавтор);
3. Алгебраїчні рівняння і системи рівнянь: Тексти лекцій. Ніжин, 1990;
4. Ірраціональні рівняння і нерівності: Навч.-метод. посіб. Ніжин, 1996 (співавтор).

## Відзнаки
- Лауреат премії ім. Б. Грінченка Чернігівського обласного осередку «Просвіта» (1995).[2]
- Відмінниця освіти України.